# Formica obsoleta
Formica obsoleta é uma espécie de formiga do gênero Formica, pertencente à subfamília Formicinae.